# Vamp U
Vamp U ist eine US-amerikanische Horrorkomödie von Matt Jespersen und Maclain Nelson. Produziert wurde der Film 2011, veröffentlicht im Jahr 2013. Der Film wurde in den USA und Kanada aufgenommen.

## Handlung
Der Vampir Wayne Gretzky leidet unter der Tatsache, dass seine Eckzähne nicht mehr wachsen, seitdem er seine große Liebe aus vergangenen Tagen Mary Lipinsky versehentlich tötete. 300 Jahre später unterrichtet er an der Seite von Professor Arthur Levine Geschichte an einer Universität. Eines Tages beginnt Chris Keller mit ihrem Studium an der Universität. Zu ihrem Unglück sieht sie Mary zum Verwechseln ähnlich. Gretzky verliebt sich sofort in sie. Die beiden beginnen eine Affäre. Ungewollt verwandelt Gretzky Chris in eine Vampirin. Der Reihe nach tötet sie ihre Kommilitonen.

## Hintergrund
Der Name Vamp U steht als Abkürzung für Vampir Universität. Regisseur Maclain Nelson wirkt in diesem Film auch selbst als Schauspieler mit.

## Kritik
Der Film erntete fast durchgehend negative Kritik. Die Internet Movie Database verzeichnet für den Film lediglich eine Wertung von 4,0. Bei Rotten Tomatoes bekam er von nur 23 % des Publikums eine positive Wertung.